# Jules Claine
Jules Claine est un explorateur, diplomate et collectionneur français né le 31 juillet 1856 aux Essarts-le-Vicomte (Marne) et mort le 7 septembre 1939 à Chinon,. Il est décoré de l’ordre national de la Légion d'honneur, au grade d’officier
,.

## Biographie
Jules Claine naît le 31 juillet 1856 aux Essarts-le-Vicomte (Marne) dans une famille ouvrière ; son père est rémouleur et sa mère couturière.
Il accède à l’École des Beaux-Arts de Paris, avant d’effectuer plusieurs voyages, notamment en Algérie en 1883 et au Mexique l'année suivante, où il effectue des fouilles archéologiques.
En mai 1890, il part pour Singapour, où il arrive environ un mois plus tard. Il effectue un premier voyage au sud de Sumatra entre août et octobre, puis voyage autour de l’Asie du Sud-Est jusqu'au 12 mars 1891, date à laquelle il rejoint l'expédition principale qu'il décrit commence. Durant dix jours, il parcourt l'arrière-pays indonésien, rapportant des photographies et une collection ethnographique contenant « armes, manuscrits, instruments de musique, bijoux, fétiches, étoffes, etc., ainsi qu’une superbe canne ornée d’or et d’argent, des lettres sur bambou, des déclarations de guerre, des cruches à vin de palmier. », destinée au musée du Trocadéro. Cependant, certains des éléments de cette collection ne sont pas arrivés au Trocadéro et sont exposées, à la place, au musée d’Épernay, auquel Claine a fait don de ses collectes en 1936.
En 1894, Claine se voit proposer la fonction de vice-consul à Fort-Dauphin (Madagascar), qu'il accepte. C'est le début d'une carrière de plus de 20 ans dans la diplomatie, qui verra Claine être décoré de la Légion d'honneur en 1904, avant d’être promu au grade d’officier en 1920, sur la proposition de Léon Bourgeois. Cette carrière comprendra entre autres des postes à La Plata, Rangoon, Bakou et Helsingfors. Il quitte les Affaires étrangères en 1918 après une longue maladie.
Claine décède le 7 septembre 1939 à Paris où il est d'abord inhumé au Cimetière de Vaugirard puis est transféré quelque temps après à Chinon (Indre-et-Loire) par son épouse Jane Gernandt.

## Distinctions
- Officier de l'Instruction publique (1898)
- Officier de l'ordre du Mérite agricole (1900)
- Officier de la Légion d'honneur (décret du 3 septembre 1920). Il est fait officier par Camille Piccioni. Il est nommé chevalier en 1904[6].

## Publications
- Russie. Grand-Duché de Finlande. Situation économique et commerce extérieur de la Finlande en 1912, Paris, Office national du commerce extérieur, 1914, 35 p., in-8o

## Critiques
Jules Claine a publié lui-même cinq versions de son séjour sur Sumatra (Le Monde illustré du 7 novembre 1891, The illustrated London news du 12 septembre 1891, Le Tour du Monde du premier semestre 1892, Journal des voyages et des aventures de terre et de mer du premier semestre 1892, et le volume 28 de la revue néerlandaise De Aarde en haar Volken), dont les dates se contredisent. Un de ses compagnons de voyage, le Néerlandais Westemberg, contrôleur des Bataks soumis, publiera quelques mois après Claine un article pamphlétaire démontant tout ce que son auteur perçut comme exagérations de la part de Claine.